# Ma Junyi
Ma Junyi (* 6. Januar 1996) ist ein chinesischer Mittelstreckenläufer, der sich auf den 800-Meter-Lauf spezialisiert hat.

## Sportliche Laufbahn
Erste internationale Erfahrungen sammelte Ma Junyi im Jahr 2017, als er bei den Asienmeisterschaften in Bhubaneswar in 1:50,98 min den siebten Platz belegte. 
2014, 2015 und 2017 wurde Ma chinesischer Meister im 800-Meter-Lauf.

## Persönliche Bestzeiten
- 800 Meter: 1:49,80 min, 13. April 2017 in Zhengzhou
  - 800 Meter (Halle): 1:51,19 min, 23. Februar 2017 in Xianlin